# High School Musical Soundtrack
High School Musical er soundtracket af Disney Channel Original Movie, High School Musical, den blev udgivet d. 10. januar 2006 og blev det mest solgte album det år. En uge efter soundtracket blev udgivet var der blevet solgt 6,469 kopier og det blev nr. 1 på USA's bedste album liste (The Billboard 200,U.S.) i starten af marts. Den blev nummer 1 igen i slutningen af marts. 
Soundtracket blev også nummer 1 både på iTunes mest solgte album liste (the iTunes Best Selling Albums) og Amazon.com's top sælgere for musik liste (Amazon.com's Top Sellers for Music). Fem sange fra soundtracket kom med i iTunes "De 10 mest solgte sange" liste (iTunes Top 10 Best Selling Songs).
En speciel 2-disk CD blev udgivet af Walt Disney Records d. 23. maj 2006. I den ene disk er alle High School Musical sangene med og i den anden er alle High School Musical Sangene i karaoke version.

## Numre
1. "Start of Something New" (Gabriella & Troy) – 3:16
2. "Get'cha Head in the Game" (Troy og basketball spillerne) – 2:27
3. "What I've Been Looking For" (Sharpay & Ryan) – 2:03
4. "What I've Been Looking For (Reprise)" (Gabriella & Troy) – 1:19
5. "Stick to the Status Quo" (Alle fra High School Musical udover Taylor, Troy, Gabriella) – 4:28
6. "When There Was Me and You" (Gabriella) – 3:00
7. "Bop to the Top" (Sharpay & Ryan) – 1:47
8. "Breaking Free" (Gabriella & Troy) – 3:29
9. "We're All in this Together" (Alle fra High School Musical) – 3:51
10. "I Can't Take My Eyes Off of You" (Gabriella , Troy, Sharpay, & Ryan) – 2:51
11. "Get'cha Head in the Game (Pop Version)" (Troy og basketball spillerne) – 2:43
12. "Start of Something New (Melodi) [*]" – 3:31
13. "Breaking Free (Melodi) [*]" – 3:42